# Nellie Pou

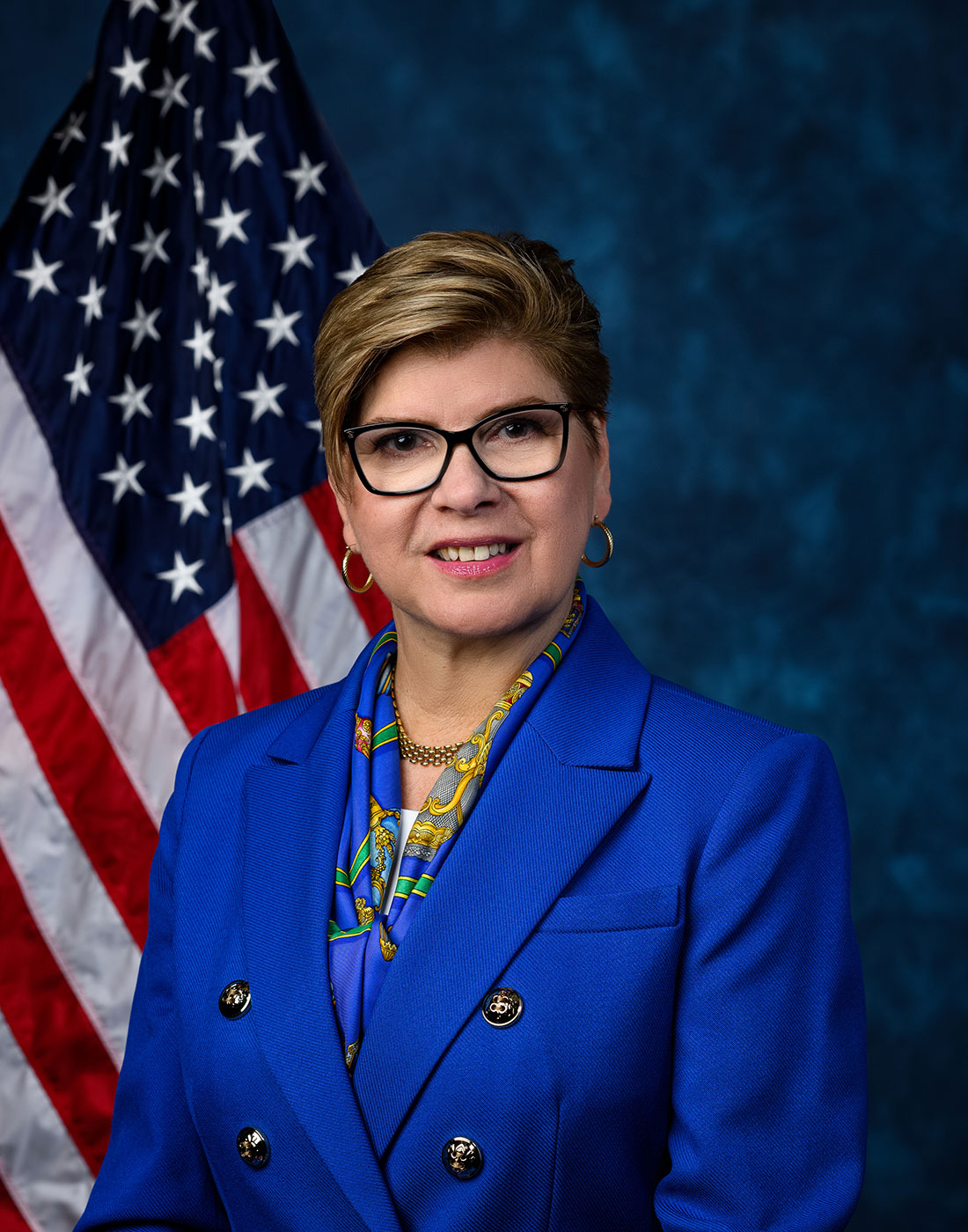
Nellie Pou (2025)

Nelida „Nellie“ Pou (* 20. Mai 1956 in Paterson, New Jersey) ist eine US-amerikanische Politikerin der Demokratischen Partei. Als Ersatzkandidatin für den verstorbenen Bill Pascrell wurde sie in New Jerseys 9. Kongresswahlbezirk 2024 in das Repräsentantenhaus der Vereinigten Staaten gewählt. Ihre Amtszeit begann am 3. Januar 2025. Zuvor war sie über 20 Jahre lang in der Politik ihres Heimatbundesstaats New Jersey aktiv.

## Werdegang
Pous Eltern kamen 1953 aus Puerto Rico nach Paterson im Norden New Jerseys. Nach ihrem High-School-Abschluss studierte sie an der Kean University sowie der Rutgers University und erwarb schließlich einen Abschluss in Betriebswirtschaftslehre an der University of Virginia. Den Großteil ihrer beruflichen Laufbahn verbrachte sie in verschiedenen Funktionen bei der Stadtverwaltung von Paterson.

## Politische Karriere

### New Jersey General Assembly (1997–2012)
1997 wurde sie als Nachfolgerin des ins US-Repräsentantenhauses gewählten Bill Pascrell zur Abgeordneten in der New Jersey General Assembly ernannt und in der Folge mehrfach durch die Wähler im Amt bestätigt. Anfang der 2000er Jahre war sie zeitweilig Teil der Fraktionsspitze der Demokraten.

### New Jersey State Senate (2012–2025)
Bei den Wahlen in New Jersey 2011 trat sie nicht erneut für die General Assembly an, sondern kandidierte stattdessen erfolgreich für den Senat von New Jersey, das Oberhaus der Legislative New Jerseys. 2013, 2017, 2021 und 2023 wurde sie jeweils wiedergewählt.

### US-Repräsentantenhaus (ab 2025)
Am 20. August 2024 starb der langjährige Abgeordnete in New Jerseys 9. US-Kongresswahlbezirk, Bill Pascrell. Da er die Vorwahl der Demokraten bereits gewonnen hatte, mussten die lokalen Parteigremien festlegen, wer stattdessen bei den Kongresswahlen am 5. November 2024 antreten sollte, und entschieden sich für Pou. Der Distrikt gilt eigentlich aufgrund seiner starken hispanischen und urbanen Prägung als sicher für die Demokraten. Dennoch konnte sich Pou nur verhältnismäßig knapp mit 50,6 zu 46,2 % gegen ihren republikanischen Kontrahenten Billy Prempeh durchsetzen. Damit schnitt sie allerdings besser ab als die demokratische Präsidentschaftskandidatin Kamala Harris, da bei der gleichzeitig stattfindenden Präsidentschaftswahl der Bezirk erstmals mehrheitlich für die Republikaner stimmte.
Mit Beginn ihrer Amtszeit am 3. Januar 2025 ist Pou die erste Frau, die den 9. Kongresswahlbezirk New Jerseys vertritt.